# Болда (река)
Бо́лда (также Прямая Болда, Большая Болда, Балда) — река в Астраханской области России, один из основных рукавов дельты Волги.
Длина реки — 74 км. Болда отделяется от Волги в районе Астрахани. 14-километровый участок реки входит в систему водных путей России (с 5 по 19 км). Болда оканчивается чуть выше села Тузуклей, разделяясь на протоки Тузуклей, Болдушка и Трёхизбенка.

## Археология
С 1 августа 2020 года вблизи сёл Семибугры и Бараний Бугор по правому и левому берегам реки Болда начались археологические раскопки. По монетному материалу памятник датируется VIII—X веками. Площадь поселения — около 150 га. Среди находок — серебряный дирхем, отчеканенный в VIII веке в арабской провинции Тунис, фрагмент металлической пластины с «тамгой», сходной по виду со знаками Рюриковичей, черепица и византийские кирпичи, которые указывают на то, что постройки в этом месте могли быть частью дворца. По версии сотрудников Астраханского музея-заповедника, здесь могла находиться столица Хазарии Итиль. Это первый опорный хазарский памятник в дельте Волги. Часть учёных ранее отождествляла Итиль с другим поселением в Камызякском районе — Самосдельским городищем, но салтово-маяцкая керамика на нём не найдена. Группа хазарских памятников объединена в Семибугоринский археологический комплекс с центральной частью у села Бараний Бугор, в окрестностях которого выявлены 5 поселенческих объектов IX—X веков. В одном из них зафиксированы остатки крупного кирпичного сооружения и большого количества известкового раствора с толщиной стен около 4 м и размером 40×60 м. Возможно, постройка является погребальной конструкцией — гробницей, принадлежавшей, учитывая размеры и характер постройки, представителю элиты Хазарского каганата. Письменные исторические источники сообщают о каганской (царской) монополии на кирпичное строительство. Керамическая тара, обнаруженная на Семибугоринском археологическом комплексе и в фондах Астраханского музея-заповедника, относится к так называемым пифосам-кувшинам салтово-маяцкого круга. Учитывая эволюцию гончарных традиций (главным образом, в процессе обжига керамики, повлекшие изменения её цвета с сероглиняного на красноглиняный) семибугоренские красноглиняные нелощёные пифосы-кувшины датируются концом IX — началом X века.